# Yuntai Shan (Antarktis)
Yuntai Shan (chinesisch 蕓薹山 ‚Kohlberg‘) ist ein 108 m hoher Hügel an der Ingrid-Christensen-Küste des ostantarktischen Prinzessin-Elisabeth-Lands. Er ragt südlich des Baiyun Shan in den Larsemann Hills an der Westflanke der Mündung des Dålk-Gletschers in die Dålkøy Bay auf.
Chinesische Wissenschaftler benannten ihn 1993 im Zuge von Vermessungs- und Kartierungsarbeiten.